# Törmäslommol
Törmäslommol eller Törmäslompolo är en sjö i Finland. Den ligger i kommunen Muonio i landskapet Lappland, i den norra delen av landet, 900 km norr om huvudstaden Helsingfors. Törmäslommol ligger 256,9 meter över havet. Arean är 68,8 hektar och strandlinjen är 5 kilometer lång. Sjön  ingår i Torne älvs huvudavrinningsområde. 